# 고빈다 비디야다라
고빈다 비디야다라(Govinda Vidyadhara)는 동인도(East India)에 있었던 보이 왕조(Bhoi dynasty)의 건국자이다. 그는 카란(Karan)이라는 저자 카스트(caste)에 속하였고, 회계사 공동체인 보이(Bhoi) 출신이었다.
역사학자 크리슈나 찬드라 파니그라히(Krishna Chandra Panigrahi)에 의하면, 보이 왕조의 통치자들은 카라나(Karana) 카스트(caste)에 속하였으며, 고팔라(Gopala) 카스트에 속했다고 한다. 그러나 파트나익(N Patnaik)에 의하면, 고빈다 비디야다라는 칸다얏(Khandayat) 카스트였다고 한다. 그는 가자파티 제국(Gajapati Empire)의 황제 프라타프루드라 데바(Prataprudra Deva)의 사후에 왕위를 찬탈하였고, '수바르나케샤리(Suvarnakeshari)'라는 칭호를 취하였다. 그의 통치 시기는 짧아서 7년 뒤에 아들 차크라프라타파(Chakrapratapa)가 그 뒤를 이었다.

## 같이 보기
- 가자파티
- 가자파티 제국